# Antoni Barceló i Pont de la Terra
Antoni Barceló i Pont de la Terra (Palma, Mallorca, 31 de desembre de 1716 - 30 de gener de 1797) fou tinent general de l'Armada Espanyola. Va viure a l'actual nombre 12 del carrer del Vi de Palma, on el recorda una placa, i està enterrat a la capella de Sant Antoni a l'Església de Santa Creu de Palma.
Va tenir un paper destacat en el combat de la pirateria a la Mediterrània Occidental, i ja el darrer quart del segle xviii estava molt afeblida, tot i que no fou erradicada del tot fins al primer quart del segle xix. Per aquest motiu, gaudí d'una gran fama entre el poble mallorquí, que el batià com a Capità Antoni i li dedicà nombroses gloses i mostres d'afecte. L'Ajuntament de Palma el nomenà fill il·lustre i li dedicà el seu carrer natal, que el 1997 recuperà el nom tradicional de carrer del Vi i el nom del general fou traslladat a un carrer de la Bonanova (carrer del General Antoni Barceló).

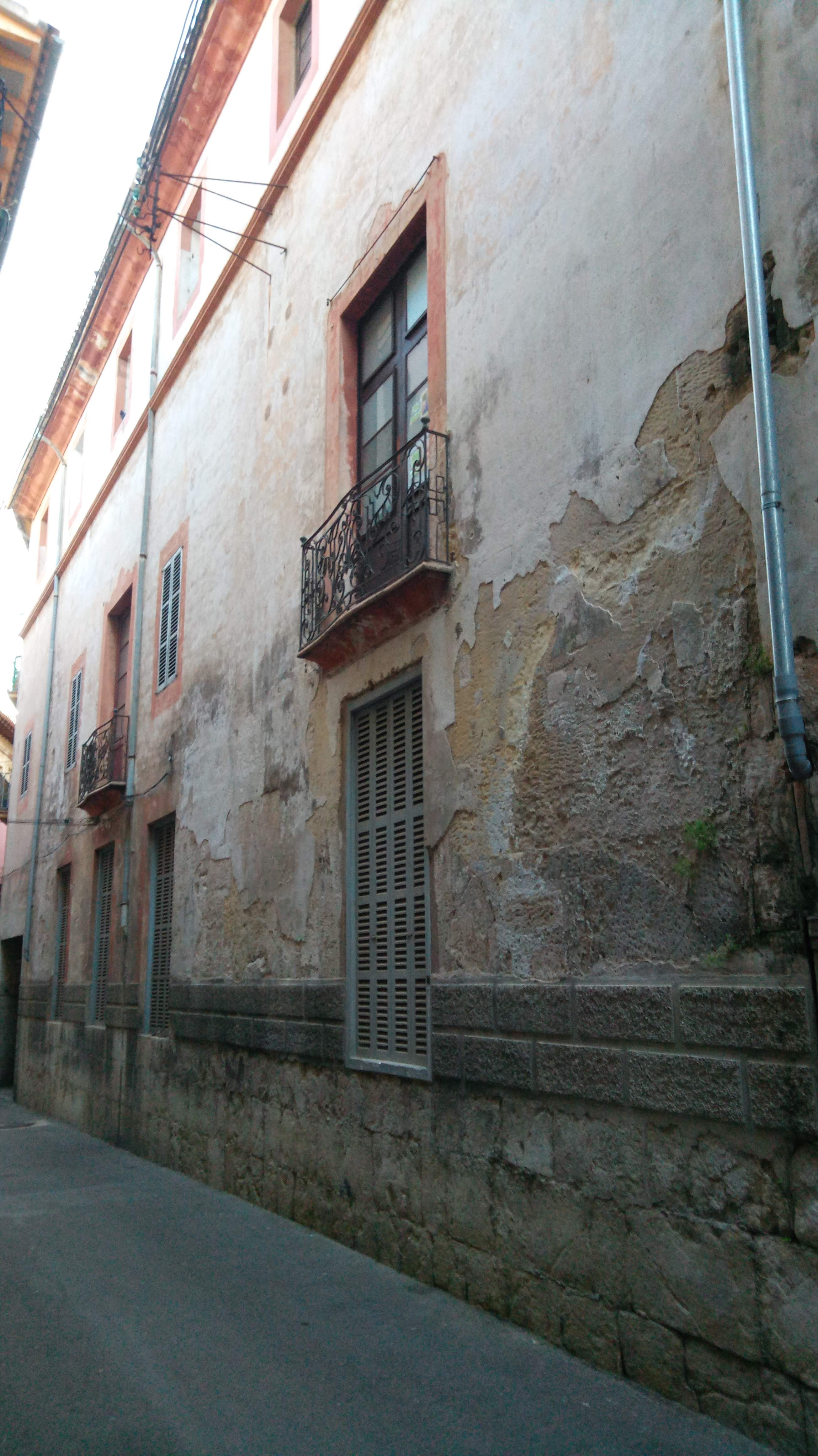
Casa natal del Capità Antoni, al carrer del Vi

## Biografia

### Orígens
Va néixer al Puig de Sant Pere (Palma), barri de pescadors i mariners. Son pare, Onofre Barceló era patró de xabec i a més de fer la travessia del correu Palma- Barcelona, tenia patent de cors.
Va començar la seva carrera acompanyant al seu pare en el vaixell correu de Barcelona. A setze anys va treure el títol de tercer pilot, i el 1735, als 18, va obtenir el de patró i manava una nau de les que feien la travessia Palma-Barcelona. Com el seu pare, també es va treure la patent de cors, cosa freqüent a l'època.
El 1737 es casà amb Francisca Bonaventura, filla de don Joan Jaume de Calvià.

### Primers combats
El 1738 amb només vint anys i com a recompensa per haver fet fugir dues galiotes algerianes que intentaren assaltar el vaixell correu, el rei en Carles III el nomenà alferes de fragata honorari. El 1748 va ser nomenat tinent de fragata sense sou.
El juny de 1753, juntament amb el xabec del patró Bernat Capó, capturaren una galiota pirata, i en recompensa el Rei renuncià a la seva part del botí, i el nomenà tinent de navili honorari, i a en Bernat Capó alferes de fragata. L'estiu del 1756, després de resultar ferit durant un abordatge davant la costa de Catalunya, el Rei el nomenà tinent de navili efectiu de l'armada, cosa que li suposà enveges i algunes enemistats entre els oficials de carrera.
El 29 de juny de 1762, ascendí a Capità de fragata, manant un estol de xabecs dedicats a protegir les comunicacions amb el continent i combatre la pirateria a la Mediterrània Occidental. L'any 1763, navegant únicament amb el xabec “El Vigilant”, es trobà amb tres naus barbaresques, i una rere l'altra les apressà totes tres. Aquest dia fou ferit de bala, però va fer cent seixanta presoners, entre ells Selim, temut cap de pirates.
El 1769, i després de capturar “El Cavall Blanc”, un xabec barbaresc que oposà molta resistència, el Capità Antoni (com era conegut popularment) fou ascendit a capità de navili.

### Expedició a Alger
L'any 1775, participà en l'Expedició contra Alger, darrer reducte pirata del Mediterrani, que comandada pel general Alejandro O'Reilly fou un complet desastre, només minorat per la perícia del Capità Antoni, que permeté reembarcar les tropes. Aquell mateix any ascendí a Brigadier de l'Armada.

### Bloqueig de Gibraltar
L'any 1779 li fou atorgat el comandament de l'esquadra que havia de bloquejar Gibraltar, però el bloqueig, en el qual van participar dinou de les noves llanxes canoneres s'allargà, i el 25 de març de 1781, fou nomenat cap de l'esquadra el general Antonio Rodríguez de Valcárcel, que li obrí expedient i el destituí. El 1782 fou rehabilitat i nomenat altra vegada cap del bloqueig, fins que el 1783 es firmà la pau sense haver pogut ocupar Gibraltar.

### Bombardeig d'Alger
L'1 de juliol de 1783, partí de Cartagena amb una esquadra de vuitanta-cinc embarcacions. El dia 1 d'agost començà el bombardeig d'Alger, que va durar fins al 9 d'agost. En recompensa per aquesta acció, el rei Carles III l'ascendí a tinent general.
El 1784 dirigí el segon bombardeig d'Alger. L'esquadra, formada per cent trenta naus, amb mil dos-cents cinquanta canons i catorze mil cinc-cents seixanta-dos homes, partí de Cartagena el 28 de juny i el 12 de juliol s'inicià el combat. Després d'aquest segon bombardeig les autoritats d'Alger es decidiren a pactar el fi de la pirateria.

### Setge de Ceuta
El 1790, quan ja havia fet els 73 anys, el rei en Carles IV li donà el comandament de la flota que es trobava a Algesires amb ordres d'ajudar a aixecar el setge que el soldà del Marroc havia posat a Ceuta, però quan el Capità Antoni arribà, els marroquins ja l'havien aixecat. El 1791 es tornà a repetir l'atac marroquí, però entre intrigues i indecisions, l'atac que tant desitjava dur a terme el Capità Antoni no es realitzà, retornant a Mallorca el 28 de juliol de 1792, on va passar els darrers anys de la seva vida.

## Vaixells de l'Armada Espanyola
Barceló ha estat recordat per l'Armada Espanyola donant nom a diversos vaixells al llarg de la seva història:
- Un patruller d'altura, amb el numeral P-11, botat el 1975 i retirat en 2009.
- Una de les fragates de classe Bonifaz, actualment en construcció, rebrà el seu nom sota el numeral F-115.